# Johann Georg Rainer
Johann Georg Rainer (též Ján Juraj Rainer, 1. dubna 1800, Spišská Sobota u Popradu–23. února 1872, tamtéž) byl německý podnikatel v oblasti cestovního ruchu a mecenáš, který působil v oblasti Vysokých Tater.
Pocházel z německé oblasti Spiše. Ve 20. letech 19. století působil jako realitní podnikatel v Popradě. Do Tater se přistěhoval roku 1833. Své zkušenosti využil při realizaci výstavby lázní v Starém Smokovci, kde do roku 1839 postavil čtyři budovy - Flóra (nejstarší zachovalý turistický dům v Tatrách), Švajčiarsky dom, Rigi a Čarovný dom. V roce 1850 zbudoval první dvojpodlažní zděný dům v Tatrách, který pojmenoval Bellevue.
Rainer své turisty často vodil na vycházky přes Hrebienok k malebným vodopádům Studeného potoka, dále do Malé Studené doliny a na Lomnický štít. Ve čtyřicátých letech 19. století vybudoval přístupovou cestu na Hrebienok, v roce 1863 postavil nedaleko kamennou útulnu, která je po něm pojmenovaná Rainerova chata.

## Odkaz
- Ján Juraj Rainer postavil prvú chatu v Tatrách Archivováno 23. 6. 2010 na Wayback Machine.